# .uucp
.uucp — суфікс псевдодомену, що використовувався наприкінці 80-х років для ідентифікації хостів, не підключених безпосередньо до Internet, але, можливо, доступних через міжмережеві шлюзи. У таких випадках суфікс показував, що це ім'я доступно через UUCP мережу. Цей «домен» був одним з доменів верхнього рівня, які насправді не перебували у кореневому домені Internet, але використовувалися при адресації у ті часи, коли широко були поширені мережі, не пов'язані з Internet. Офіційно, всі імена сайтів, що раніше використовувалися як UUCP-імена без доменів, були переміщені у цей домен.
Хости UUCP часто мали неунікальні імена. Також не існувало глобального списку цих імен. Як наслідок, прямий доступ до таких хостів вимагав використання повного шляху, формат якого не відповідав синтаксису доменних імен.